# William Plunkett Maclay
William Plunkett Maclay (* 23. August 1774 im Northumberland County, Province of Pennsylvania; † 2. September 1842 in Milroy, Pennsylvania) war ein US-amerikanischer Politiker. Zwischen 1816 und 1821 vertrat er den Bundesstaat Pennsylvania im US-Repräsentantenhaus.

## Werdegang
William Plunkett Maclay war der Sohn von Samuel Maclay (1741–1811), der den Staat Pennsylvania in beiden Kammern des Kongresses vertrat, und ein Neffe des gleichnamigen US-Senators William Maclay (1737–1804). Er besuchte die öffentlichen Schulen seiner Heimat. Zwischen 1808 und 1814 übte er im Mifflin County das Amt des Prothonotary aus. Politisch war er Mitglied der Demokratisch-Republikanischen Partei. Er saß auch als Abgeordneter im Repräsentantenhaus von Pennsylvania.
Nach dem Rücktritt des Abgeordneten Thomas Burnside wurde Maclay bei der fälligen Nachwahl im neunten Wahlbezirk von Pennsylvania als dessen Nachfolger in das US-Repräsentantenhaus in Washington, D.C. gewählt, wo er am 8. Oktober 1816 sein neues Mandat antrat. Nach zwei Wiederwahlen konnte er bis zum 3. März 1821 im Kongress verbleiben. Im Jahr 1820 verzichtete er auf eine weitere Kandidatur. Nach seiner Zeit im US-Repräsentantenhaus arbeitete Maclay in der Landvermessung sowie in der Landwirtschaft. 1837 war er Delegierter auf einem Verfassungskonvent seines Staates in Harrisburg. Er starb am 2. September 1842 in Milroy, wo er auch beigesetzt wurde.